# Patwin
Los patwin (también llamados Patween, Wintu del Sur) son una población del grupo wintun, nativa del norte de California, Estados Unidos. Los patwin eran la rama sur del grupo wintun y habitantes nativos de California, con una historia de entre 1.200 y 4.000 años.
Los patwin estaban rodeados por los yuki en el noroeste; los nomlaki (wintun) en el norte; los konkow en el noreste; los nisenan y miwok del Valle en el este; los miwok de la costa en el suroeste; y los wappo, miwok del Lago, y pomo en el oeste.
Los "Patwin del Sur" vivían entre lo que actualmente es Suisun City, Vacaville y Putah Creek. Hacia 1800 habían sido forzados por invasores europeos a desgajarse en pequeños grupos tribales - Ululatos (Vacaville), Labaytos (Putah Creek), Malacas (Lagoon Valley), Tolenas (Upper Suisun Valley) y Suisunes.

## Lengua
Los patwin hablaban una lengua del grupo wintuano, en 1997 sólo quedaba un único hablante de esta lengua.

## Población
Las estimaciones sobre las poblaciones anteriores al contacto con los europeos en California han variado enormemente. Alfred Kroeber calculaba la población en 1770, incluyendo a los Patwin, Nomlaki, y Wintu, en 12,000. Sherburne F. Cook estimaba la población combinada de los Patwin y Nomlaki en 11,300, de los cuales 3,300 representaban a los Patwin del Sur. Posteriormente aumentó la última cifra a 5,000.
Kroeber estimaba que la población combinada de los grupos Wintun en 1910 era de 1,000.

## Poblaciones
| - Aguasto - Bo´-do - Chemocu - Churup - Dok´–dok - Gapa - Ho´lokomi - Imil - Katsil - Kisi - Koh´pah de´-he - Koru | - Kusêmpu - Liwai - Lopa - Moso - Napato - Nawidihu - No´pah - P’ālo - Putato - Si´-ko-pe - Soneto - Sukui | - Suskol - Tebti - Til-til - Tokti - Tolenas - Tulukai - Ululato - Yo´doi - Yulyul |